# Nguyễn Phúc Nhàn Thục
Nguyễn Phúc Nhàn Thục (chữ Hán: 阮福嫻淑; 15 tháng 6 năm 1828 – 2 tháng 12 năm 1864), phong hiệu Gia Lạc Công chúa (嘉樂公主), là một công chúa con vua Minh Mạng nhà Nguyễn trong lịch sử Việt Nam.

## Tiểu sử
Hoàng nữ Nhàn Thục sinh ngày 4 tháng 5 (âm lịch) năm Mậu Tý (1828), là con gái thứ 29 của vua Minh Mạng, mẹ là Cửu giai Tài nhân Đỗ Thị Cương. Công chúa là con đầu lòng của bà Tài nhân, là chị cùng mẹ với Kim Hương Công chúa Gia Tĩnh và hoàng tử Miên Khế (mất sớm).
Năm Tự Đức thứ 4 (1851), công chúa Nhàn Thục lấy chồng là Phò mã Đô uý Nguyễn Văn Tuấn, người Lệ Thủy, Quảng Bình, con trai của Lãnh binh Nguyễn Văn Phụng, được truy tặng Chưởng vệ. Chưởng vệ Nguyễn Văn Phụng cũng là cha của Nguyễn Thị Yên và Nguyễn Thị Xuyên, là hai bà cung tần của vua Thiệu Trị. Công chúa và phò mã có với nhau ba con trai.
Năm Tự Đức thứ 17 (1864), Giáp Tý, ngày 4 tháng 11 (âm lịch), công chúa Nhàn Thục mất, hưởng dương 37 tuổi, được truy tặng làm Gia Lạc Công chúa (嘉樂公主), thụy là Tuệ Nhã (慧雅). Mộ của bà được táng tại Dương Xuân (thuộc Hương Thủy, Thừa Thiên - Huế). Năm thứ 22 (1870), Canh Ngọ, phò mã Tuấn mất.